# Großer Preis von Bahrain 2022
Der Große Preis von Bahrain 2022 (offiziell Formula 1 Gulf Air Bahrain Grand Prix 2022) fand am 20. März auf dem Bahrain International Circuit in as-Sachir statt und war das erste Rennen der Formel-1-Weltmeisterschaft 2022.

## Bericht

### Hintergründe
Vor der Formel-1-Weltmeisterschaft 2022 wurde eine umfangreiche Überarbeitung des technischen Reglements vorgenommen. Die Teams reisten bereits eine Woche früher nach as-Sachir, da hier vom 10. bis zum 12. März offizielle Testfahrten ausgetragen wurden.
Zhou Guanyu (Alfa Romeo) debütierte bei diesem Grand Prix in der Formel-1-Weltmeisterschaft. Valtteri Bottas (Alfa Romeo) trat erstmals für sein neues Team an, George Russell bestritt sein erstes Rennen als Mercedes-Stammfahrer. Alexander Albon (Williams) und Kevin Magnussen (Haas) kehrten nach einem Jahr Abwesenheit in die Formel-1-Weltmeisterschaft zurück; beide bestritten ihr erstes Rennen seit dem Großen Preis von Abu Dhabi 2020.
Im Vorfeld des Grand Prix wurde Sebastian Vettel positiv auf COVID-19 getestet, er wurde für dieses Rennwochenende von Ersatzfahrer Nico Hülkenberg vertreten, der damit sein erstes Rennen seit dem Großen Preis der Eifel 2020 bestritt. Damit vertrat Hülkenberg bereits zum vierten Mal einen an COVID-19 erkrankten Piloten, nachdem er 2020 zweimal als Ersatz für Sergio Pérez und einmal für Lance Stroll gefahren war.
Mit Max Verstappen trat erstmals seit Vettel beim Großen Preis von Abu Dhabi 2014 wieder ein amtierender Weltmeister mit der Startnummer 1 an, da Lewis Hamilton seither seine Stammnummer 44 behielt.
Yuki Tsunoda (acht), Pérez, Verstappen (jeweils sieben), Nicholas Latifi (sechs), Lando Norris, Stroll, Bottas (jeweils fünf), Pierre Gasly (drei), Hamilton, Fernando Alonso (jeweils zwei), Russell und Esteban Ocon (jeweils einer) gingen mit Strafpunkten ins Wochenende.
Mit Hamilton (fünfmal) und Alonso (dreimal) traten zwei ehemalige Sieger zu diesem Grand Prix an.
Als Rennkommissare für dieses Rennwochenende fungierten Gerd Ennser (DEU), Richard Norbury (GBR), Derek Warwick (GBR) und Mazen Al Hilli (BHR).

### Training
Im ersten freien Training war Gasly mit einer Rundenzeit von 1:34,193 Minuten Schnellster vor Charles Leclerc und Carlos Sainz jr. Das Training wurde kurzzeitig unterbrochen, nachdem Ocon Teile seines Seitenkastens verloren hatte.
Im zweiten freien Training fuhr Verstappen in 1:31,936 Minuten die Bestzeit vor Leclerc und Sainz jr.
Im dritten freien Training war Verstappen erneut Schnellster, diesmal mit einer Rundenzeit von 1:32,544 Minuten. Zweiter wurde Leclerc vor Pérez.

### Qualifying
Das Qualifying bestand aus drei Teilen mit einer Nettolaufzeit von 45 Minuten. Im ersten Qualifying-Segment (Q1) hatten die Fahrer 18 Minuten Zeit, um sich für das Rennen zu qualifizieren. Alle Fahrer, die im ersten Abschnitt eine Zeit erzielten, die maximal 107 Prozent der schnellsten Rundenzeit betrug, qualifizierten sich für den Grand Prix. Die besten 15 Fahrer erreichten den nächsten Teil. Leclerc war Schnellster. Latifi, die Aston-Martin-Piloten, Daniel Ricciardo und Tsunoda schieden aus.
Der zweite Abschnitt (Q2) dauerte 15 Minuten. Die schnellsten zehn Piloten qualifizierten sich für den dritten Teil des Qualifyings. Verstappen war Schnellster. Zhou, Albon, Norris, Mick Schumacher und Ocon schieden aus.
Der letzte Abschnitt (Q3) ging über eine Zeit von zwölf Minuten, in denen die ersten zehn Startpositionen vergeben wurden. Leclerc fuhr mit einer Rundenzeit von 1:30,558 Minuten die Bestzeit vor Verstappen und Sainz jr. Es war die zehnte Pole-Position für Leclerc in der Formel-1-Weltmeisterschaft.

### Rennen
Bis auf die beiden McLaren-Piloten, welche die Medium-Mischung verwendeten, starteten sämtliche Fahrer auf Soft.
Leclerc verteidigte beim Start die Führung vor Verstappen und Sainz jr, Hamilton und Magnussen gingen an Pérez vorbei. In Kurve 5 kam es zu einer Berührung zwischen Ocon und Schumacher. Der Haas-Pilot drehte sich, konnte jedoch weiterfahren und verlor nur einige Positionen. Ocon erhielt für das Verursachen dieser Kollision eine Fünf-Sekunden-Zeitstrafe.
Als erster Fahrer aus der Spitzengruppe wechselte Hamilton die Reifen, er fuhr seinen zweiten Stint auf Hard. Verstappen stoppte eine Runde früher als Leclerc, beide wechselten erneut auf Soft. Durch den früheren Boxenstopp lag Verstappen in Schlagdistanz zu Leclerc und ging auf der Start-Ziel-Geraden vorbei. Leclerc ging jedoch in der zweiten DRS-Zone wieder an Verstappen vorbei. Dies wiederholte sich in den folgenden beiden Runden, beim dritten Überholversuch verbremste sich Verstappen jedoch und zog sich einen Bremsplatten zu und verlor in der Folge immer mehr Zeit auf Leclerc.
Hamilton ging als erster Fahrer zum zweiten Mal an die Box, nun wechselte er auf Medium. Auch Verstappen, Leclerc und Sainz jr. wechselten in den folgenden Runden die Reifen, ebenfalls auf Medium.
In Runde 44 ging Verstappen dann zum dritten Mal zum Reifenwechsel an die Box, er wechselte auf Soft. Auch Sainz jr., Hamilton und Russell wechselten auf Soft. Verstappen meldete am Boxenfunk Probleme mit seiner Lenkung, da beim Boxenstopp eine Spurstange verbogen wurde.
In Runde 46 kam das Safety-Car auf die Strecke, da der AlphaTauri von Gasly mit einem technischen Defekt stehengeblieben und Feuer gefangen hatte. Leclerc wechselte nun ebenfalls auf Soft und behielt die Führung. Das Rennen wurde am Ende der 50. Runde wieder freigegeben.
Leclerc setzte sich beim Neustart von Verstappen ab, der sich gegen Sainz jr. verteidigen musste. Verstappen meldete per Funk technische Probleme, mutmaßlich mit der Batterie seines Hybridsystems. In Runde 54 musste Verstappen das Tempo dann stark drosseln und das Fahrzeug an der Box abstellen. Leclerc führte nun vor Sainz jr., Pérez, Hamilton, Russell und Magnussen. In der letzten Runde drehte sich Pérez in Folge eines technischen Problems und schied aus.
Leclerc gewann das Rennen vor Sainz jr. und Hamilton. Es war Leclercs dritter Sieg in der Formel-1-Weltmeisterschaft. Für Ferrari war es sowohl der erste Sieg als auch der erste Doppelsieg seit dem Großen Preis von Singapur 2019. Die restlichen Punkteplatzierungen belegten Russell, Magnussen, Bottas, Ocon, Tsunoda, Alonso und Zhou. Haas erzielte somit das erste Mal seit dem Großen Preis der Eifel 2020 Punkte, Zhou erzielte den ersten Punkt für einen chinesischen Fahrer in der Formel-1-Weltmeisterschaft. Leclerc fuhr die schnellste Rennrunde und erhielt dafür einen zusätzlichen Punkt. Zum ersten Mal seit dem Großen Preis von Aserbaidschan 2018 erreichte keiner der beiden Red-Bull-Piloten das Ziel.
In der Fahrerwertung entsprach die Reihenfolge dem Rennergebnis, Leclerc führt somit zum ersten Mal in seiner Karriere die Fahrerwertung an. In der Konstrukteurswertung führt Ferrari zum ersten Mal seit dem Großen Preis von Großbritannien 2018 vor Mercedes und Haas.

## Meldeliste
| Team                                  | Nr. | Fahrer           | Chassis                           | Motor                             | Reifen |
| ------------------------------------- | --- | ---------------- | --------------------------------- | --------------------------------- | ------ |
| Oracle Red Bull Racing                | 01  | Max Verstappen   | Red Bull Racing RB18              | Red Bull RBPTH001                 | P      |
| Oracle Red Bull Racing                | 11  | Sergio Pérez     | Red Bull Racing RB18              | Red Bull RBPTH001                 | P      |
| Mercedes-AMG Petronas F1 Team         | 63  | George Russell   | Mercedes-AMG F1 W13 E Performance | Mercedes-AMG F1 M13 E Performance | P      |
| Mercedes-AMG Petronas F1 Team         | 44  | Lewis Hamilton   | Mercedes-AMG F1 W13 E Performance | Mercedes-AMG F1 M13 E Performance | P      |
| Scuderia Ferrari                      | 16  | Charles Leclerc  | Ferrari F1-75                     | Ferrari 066/7                     | P      |
| Scuderia Ferrari                      | 55  | Carlos Sainz jr. | Ferrari F1-75                     | Ferrari 066/7                     | P      |
| McLaren F1 Team                       | 03  | Daniel Ricciardo | McLaren MCL36                     | Mercedes-AMG F1 M13 E Performance | P      |
| McLaren F1 Team                       | 04  | Lando Norris     | McLaren MCL36                     | Mercedes-AMG F1 M13 E Performance | P      |
| BWT Alpine F1 Team                    | 14  | Fernando Alonso  | Alpine A522                       | Renault E-Tech RE22               | P      |
| BWT Alpine F1 Team                    | 31  | Esteban Ocon     | Alpine A522                       | Renault E-Tech RE22               | P      |
| Scuderia AlphaTauri                   | 10  | Pierre Gasly     | AlphaTauri AT03                   | Red Bull RBPTH001                 | P      |
| Scuderia AlphaTauri                   | 22  | Yuki Tsunoda     | AlphaTauri AT03                   | Red Bull RBPTH001                 | P      |
| Aston Martin Aramco Cognizant F1 Team | 18  | Lance Stroll     | Aston Martin AMR22                | Mercedes-AMG F1 M13 E Performance | P      |
| Aston Martin Aramco Cognizant F1 Team | 27  | Nico Hülkenberg  | Aston Martin AMR22                | Mercedes-AMG F1 M13 E Performance | P      |
| Williams Racing                       | 23  | Alexander Albon  | Williams FW44                     | Mercedes-AMG F1 M13 E Performance | P      |
| Williams Racing                       | 06  | Nicholas Latifi  | Williams FW44                     | Mercedes-AMG F1 M13 E Performance | P      |
| Alfa Romeo F1 Team ORLEN              | 77  | Valtteri Bottas  | Alfa Romeo C42                    | Ferrari 066/7                     | P      |
| Alfa Romeo F1 Team ORLEN              | 24  | Zhou Guanyu      | Alfa Romeo C42                    | Ferrari 066/7                     | P      |
| Haas F1 Team                          | 20  | Kevin Magnussen  | Haas VF-22                        | Ferrari 066/7                     | P      |
| Haas F1 Team                          | 47  | Mick Schumacher  | Haas VF-22                        | Ferrari 066/7                     | P      |

## Klassifikationen

### Qualifying
| Pos.                                                                      | Fahrer           | Konstrukteur                 | Q1       | Q2       | Q3       | Start |
| ------------------------------------------------------------------------- | ---------------- | ---------------------------- | -------- | -------- | -------- | ----- |
| 01                                                                        | Charles Leclerc  | Ferrari                      | 1:31,471 | 1:30,932 | 1:30,558 | 01    |
| 02                                                                        | Max Verstappen   | Red Bull Racing-RBPT         | 1:31,785 | 1:30,757 | 1:30,681 | 02    |
| 03                                                                        | Carlos Sainz jr. | Ferrari                      | 1:31,567 | 1:30,787 | 1:30,687 | 03    |
| 04                                                                        | Sergio Pérez     | Red Bull Racing-RBPT         | 1:32,311 | 1:31,008 | 1:30,921 | 04    |
| 05                                                                        | Lewis Hamilton   | Mercedes                     | 1:32,285 | 1:31,048 | 1:31,238 | 05    |
| 06                                                                        | Valtteri Bottas  | Alfa Romeo-Ferrari           | 1:31,919 | 1:31,717 | 1:31,560 | 06    |
| 07                                                                        | Kevin Magnussen  | Haas-Ferrari                 | 1:31,955 | 1:31,461 | 1:31,808 | 07    |
| 08                                                                        | Fernando Alonso  | Alpine-Renault               | 1:32,346 | 1:31,621 | 1:32,195 | 08    |
| 09                                                                        | George Russell   | Mercedes                     | 1:32,269 | 1:31,252 | 1:32,216 | 09    |
| 10                                                                        | Pierre Gasly     | AlphaTauri-RBPT              | 1:32,096 | 1:31,635 | 1:33,238 | 10    |
| 11                                                                        | Esteban Ocon     | Alpine-Renault               | 1:32,041 | 1:31,782 | –        | 11    |
| 12                                                                        | Mick Schumacher  | Haas-Ferrari                 | 1:32,380 | 1:31,998 | –        | 12    |
| 13                                                                        | Lando Norris     | McLaren-Mercedes             | 1:32,239 | 1:32,008 | –        | 13    |
| 14                                                                        | Alexander Albon  | Williams-Mercedes            | 1:32,726 | 1:32,664 | –        | 14    |
| 15                                                                        | Zhou Guanyu      | Alfa Romeo-Ferrari           | 1:32,493 | 1:33,543 | –        | 15    |
| 16                                                                        | Yuki Tsunoda     | AlphaTauri-RBPT              | 1:32,750 | –        | –        | 16    |
| 17                                                                        | Nico Hülkenberg  | Aston Martin Aramco-Mercedes | 1:32,777 | –        | –        | 17    |
| 18                                                                        | Daniel Ricciardo | McLaren-Mercedes             | 1:32,945 | –        | –        | 18    |
| 19                                                                        | Lance Stroll     | Aston Martin Aramco-Mercedes | 1:33,032 | –        | –        | 19    |
| 20                                                                        | Nicholas Latifi  | Williams-Mercedes            | 1:33,634 | –        | –        | 20    |
| 107-Prozent-Zeit: 1:37,874 min (bezogen auf Q1-Bestzeit von 1:31,471 min) |                  |                              |          |          |          |       |

### Rennen
| Pos. | Fahrer           | Konstrukteur                 | Runden | Stopps | Zeit        | Start | Schnellste Runde |
| ---- | ---------------- | ---------------------------- | ------ | ------ | ----------- | ----- | ---------------- |
| 01   | Charles Leclerc  | Ferrari                      | 57     | 3      | 1:37:33,584 | 01    | 1:34,570 (51.)   |
| 02   | Carlos Sainz jr. | Ferrari                      | 57     | 3      | + 5,598     | 03    | 1:35,740 (52.)   |
| 03   | Lewis Hamilton   | Mercedes                     | 57     | 3      | + 9,675     | 05    | 1:36,228 (53.)   |
| 04   | George Russell   | Mercedes                     | 57     | 3      | + 11,211    | 09    | 1:36,302 (56.)   |
| 05   | Kevin Magnussen  | Haas-Ferrari                 | 57     | 3      | + 14,754    | 07    | 1:36,623 (53.)   |
| 06   | Valtteri Bottas  | Alfa Romeo-Ferrari           | 57     | 3      | + 16,119    | 06    | 1:36,599 (53.)   |
| 07   | Esteban Ocon     | Alpine-Renault               | 57     | 3      | + 19,423    | 11    | 1:37,110 (53.)   |
| 08   | Yuki Tsunoda     | AlphaTauri-RBPT              | 57     | 3      | + 20,386    | 16    | 1:37,104 (53.)   |
| 09   | Fernando Alonso  | Alpine-Renault               | 57     | 3      | + 22,390    | 08    | 1:36,733 (44.)   |
| 10   | Zhou Guanyu      | Alfa Romeo-Ferrari           | 57     | 3      | + 23,064    | 15    | 1:36,685 (39.)   |
| 11   | Mick Schumacher  | Haas-Ferrari                 | 57     | 2      | + 32,574    | 12    | 1:36,956 (37.)   |
| 12   | Lance Stroll     | Aston Martin Aramco-Mercedes | 57     | 3      | + 45,873    | 19    | 1:37,146 (49.)   |
| 13   | Alexander Albon  | Williams-Mercedes            | 57     | 3      | + 53,932    | 14    | 1:37,355 (50.)   |
| 14   | Daniel Ricciardo | McLaren-Mercedes             | 57     | 3      | + 54,975    | 18    | 1:37,261 (50.)   |
| 15   | Lando Norris     | McLaren-Mercedes             | 57     | 3      | + 56,335    | 13    | 1:36,988 (51.)   |
| 16   | Nicholas Latifi  | Williams-Mercedes            | 57     | 3      | + 1:01,795  | 20    | 1:38,251 (51.)   |
| 17   | Nico Hülkenberg  | Aston Martin Aramco-Mercedes | 57     | 3      | + 1:03,829  | 17    | 1:38,201 (49.)   |
| 18   | Sergio Pérez     | Red Bull Racing-RBPT         | 56     | 3      | DNF         | 04    | 1:36,089 (52.)   |
| 19   | Max Verstappen   | Red Bull Racing-RBPT         | 54     | 4      | DNF         | 02    | 1:35,440 (51.)   |
| –    | Pierre Gasly     | AlphaTauri-RBPT              | 44     | 2      | DNF         | 10    | 1:37,324 (34.)   |

## WM-Stände nach dem Rennen
Die ersten zehn des Rennens bekamen 25, 18, 15, 12, 10, 8, 6, 4, 2 bzw. 1 Punkt(e). Zusätzlich gab es einen Punkt für die schnellste Rennrunde, da der Fahrer unter den ersten Zehn landete.

### Fahrerwertung
| Pos. | Fahrer           | Konstrukteur       | Punkte |
| ---- | ---------------- | ------------------ | ------ |
| 01   | Charles Leclerc  | Ferrari            | 26     |
| 02   | Carlos Sainz jr. | Ferrari            | 18     |
| 03   | Lewis Hamilton   | Mercedes           | 15     |
| 04   | George Russell   | Mercedes           | 12     |
| 05   | Kevin Magnussen  | Haas-Ferrari       | 10     |
| 06   | Valtteri Bottas  | Alfa Romeo-Ferrari | 8      |
| 07   | Esteban Ocon     | Alpine-Renault     | 6      |
| 08   | Yuki Tsunoda     | AlphaTauri-RBPT    | 4      |
| 09   | Fernando Alonso  | Alpine-Renault     | 2      |
| 10   | Zhou Guanyu      | Alfa Romeo-Ferrari | 1      |

| Pos. | Fahrer           | Konstrukteur                 | Punkte |
| ---- | ---------------- | ---------------------------- | ------ |
| 11   | Mick Schumacher  | Haas-Ferrari                 | 0      |
| 12   | Lance Stroll     | Aston Martin Aramco-Mercedes | 0      |
| 13   | Alexander Albon  | Williams-Mercedes            | 0      |
| 14   | Daniel Ricciardo | McLaren-Mercedes             | 0      |
| 15   | Lando Norris     | McLaren-Mercedes             | 0      |
| 16   | Nicholas Latifi  | Williams-Mercedes            | 0      |
| 17   | Nico Hülkenberg  | Aston Martin Aramco-Mercedes | 0      |
| 18   | Sergio Pérez     | Red Bull Racing-RBPT         | 0      |
| 19   | Max Verstappen   | Red Bull Racing-RBPT         | 0      |
| –    | Pierre Gasly     | AlphaTauri-RBPT              | 0      |

### Konstrukteurswertung
| Pos. | Konstrukteur       | Punkte |
| ---- | ------------------ | ------ |
| 01   | Ferrari            | 44     |
| 02   | Mercedes           | 27     |
| 03   | Haas-Ferrari       | 10     |
| 04   | Alfa Romeo-Ferrari | 9      |
| 05   | Alpine-Renault     | 8      |

| Pos. | Konstrukteur                 | Punkte |
| ---- | ---------------------------- | ------ |
| 06   | AlphaTauri-RBPT              | 4      |
| 07   | Aston Martin Aramco-Mercedes | 0      |
| 08   | Williams-Mercedes            | 0      |
| 09   | McLaren-Mercedes             | 0      |
| 10   | Red Bull Racing-RBPT         | 0      |